# Desoria saltans
Desoria saltans (укр. Льодовикова блоха, глетчерна блоха) — дрібна ногохвостка з родини Isotomidae, ряду Entomobryomorpha. Європа.

## Опис
Дорослі особини досягають в довжину 1,5—2,5 мм, тіло вкрите волосками, забарвлення тіла чорне. Родова латинська назва дана Е. Николі на честь швейцарського дослідника Едуара Дезора, який виявив цих членистоногих на льодовику Монте-Роза, а пізніше й на інших альпійських льодовиках. Назва «блоха» дано цій комасі за здатність стрибати подібно іншим коллемболам. Льодовикова блоха живе при досить невисокій температурі. Вона виносить заморожування і оживає при відтаванні. Харчується кріонітом (суміш хвойного пилку, часточок ґрунту та інших органічних і мінеральних компонентів), залишками рослин, а також водоростями роду хламідомонада. З різних цукрів льодовикова блоха виробляє свого роду антифриз, який дозволяє їй вижити при температурі -10…-15 °C. Температура вище +12 °C смертельна для цих тварин. Оптимальна температура — близько 0 °C. Температура тіла, як і в більшості комах — така ж як температура зовнішнього середовища і при -10 °C зовні температура тіла буде теж -10 °C. Яйця оранжевого кольору відкладаються взимку на лід і сніг.